# Ammapur (S.K), Shorapur
Ammapur (S.K) là một làng thuộc tehsil Shorapur, huyện Gulbarga, bang Karnataka, Ấn Độ.